# Handball-Europameisterschaft der Männer 2028
Die 18. Handball-Europameisterschaft der Männer (Eigenbezeichnung Men’s EHF EURO 2028) soll vom 13. bis 30. Januar 2028 in Spanien, Portugal und der Schweiz ausgetragen werden. Veranstalter ist die Europäische Handballföderation (EHF).

## Ausrichter
Für die Ausrichtung des Turniers bewarben sich bis August 2021 bei der Europäischen Handballföderation die nationalen Handballverbände Dänemarks, Norwegens und Schwedens als Co-Ausrichter sowie der Schweizerische Handballverband, der spanische Verband und der Verband Portugals. Die gemeinsame Bewerbung der drei skandinavischen Verbände wie auch die Bewerbung der Schweizer wurden alternativ auch für die Europameisterschaft der Männer 2026 eingereicht. Auf dem 14. außerordentlichen Kongress der EHF wurde die Austragung am 20. November 2021 an die Verbände aus Spanien, Portugal und der Schweiz vergeben.

## Austragungsorte
Der Schweizer Verband möchte die Spiele in Basel (St. Jakobshalle), Genf (Palexpo), Lausanne (Vaudoise aréna) und Zürich (Hallenstadion, Swiss Life Arena) ausrichten. In der gemeinsamen Bewerbung Spaniens und Portugals werden als Austragungsstätten Lissabon, Ourense, Madrid, Valencia und Málaga aufgeführt.

## Teilnehmer

### Verbände
Seit der Europameisterschaft 2020 beträgt die Teilnehmerzahl 24 Nationalmannschaften.
Qualifiziert sind:
- die drei Co-Gastgeber (Spanien, Portugal und Schweiz),
- der Sieger der Europameisterschaft 2026 sowie
- in Qualifikationsspielen ermittelte Teams.